# The Pastels
The Pastels est un groupe de pop-rock britannique originaire de Glasgow, fondé au début des années 1980 par Stephen McRobbie (pseudonyme: Stephen Pastel). Leurs premiers singles sortirent à partir de 1983 sur des labels confidentiels tels que Creation Records, Glass Records ou Rough Trade. De cette époque datent des chansons culte comme Million tears ou Baby Honey, merveilles pop au charme rehaussé par une production encore artisanale.
La sortie de leur premier album Up for a Bit with the Pastels fait d'eux un des groupes phare de la vague C86 lancée par la compilation éponyme de la revue britannique New Musical Express. La carrière du groupe se poursuivra au même rythme nonchalant d'un album tous les quatre ou cinq ans et des tournées trop rares. Il faut dire que les Pastels n'ont jamais été un groupe professionnel, les membres de la formation exerçant tous une profession (Stephen Pastel est par exemple disquaire).
Jamais populaires, les Pastels ont constitué une influence majeure pour bon nombre de groupes d'indie-pop britannique apparus plus tard. A Glasgow même, des groupes comme The Jesus and Mary Chain et plus tard Teenage Fanclub ont été influencés par l'alliage mélodies/ guitares saturées inaugurés par les Pastels, que l'on peut voir comme l'un des grands ancêtre de la noise pop. Des groupes majeurs comme My Bloody Valentine, Nirvana ou Sonic Youth citent les Pastels parmi les groupes qui les ont influencés.
Les Pastels sont donc à ranger dans cette catégorie de groupes à l'audience restreinte, mais dont l'influence sur le milieu musical a été forte. La phrase attribuée à Brian Eno sur le premier disque du Velvet Underground, "qui ne fut écouté que par mille personnes, mais qui toutes formèrent un groupe" pourrait sans doute s'appliquer à ce trio de Glasgow qui a lancé, tout seul dans son coin, la révolution de la noise pop britannique.

## Membres du groupe
Stephen McRobbie (alias Stephen Pastel) – guitare, chant
Annabel Wright (alias Aggi) – basse, chant
Katrina Mitchell – batterie, chant

## Discographie

### Albums
- 1987 : Up for a Bit With The Pastels
- 1989 : Sittin' Pretty
- 1995 : Mobile Safari
- 1997 : Illumination
- 2003 : The Last Great Wilderness (Bande originale) (Mini-album)
- 2009 : Two Sunsets (album collaboratif sous le nom de Pastels/Tenniscoats)
- 2013 : Slow Summits

### Compilations
- 1988 : Suck On (Compilation période 1983-1985)
- 1993 : Truckload of Trouble (Compilation période 1986-1993)
- 1998 : Illuminati (Album de remixes issus de l'album "Illumination" par les artistes Stereolab, My Bloody Valentine, Cornelius,...)